# Daniil Gennadyevich Bolshunov
Daniil Gennadyevich Bolshunov (tiếng Nga: Даниил Геннадьевич Большунов; sinh ngày 3 tháng 4 năm 1997) là một cầu thủ bóng đá người Nga. Anh thi đấu cho F.K. Tom Tomsk.

## Sự nghiệp câu lạc bộ
Anh có màn ra mắt tại Giải bóng đá chuyên nghiệp quốc gia Nga cho FC Yakutiya Yakutsk vào ngày 19 tháng 7 năm 2015 trong trận đấu với FC Novokuznetsk.
Anh ra mắt tại Giải bóng đá ngoại hạng Nga cho F.K. Tom Tomsk vào ngày 3 tháng 3 năm 2017 trong trận đấu với F.K. Rostov.